# Eric Bercovici
Eric Bercovici (New York City, 27 febbraio 1933 – Kaneohe, 9 febbraio 2014) è stato uno sceneggiatore e produttore cinematografico statunitense.

## Biografia
Figlio dello sceneggiatore Leonardo Bercovici ha studiato teatro alla Università di Yale ma la sua carriera negli USA fu stroncata dall'inserimento del padre nella lista nera della Commissione per le attività antiamericane. Pertanto fu costretto a trasferirsi in Europa, lavorando in alcune produzioni locali, tra cui l'italiano La città prigioniera del 1962. 
Rientrò negli USA nel 1965 sceneggiando e occasionalmente dirigendo episodi di serie come Organizzazione U.N.C.L.E., Le spie e The Danny Thomas Hour. Tre anni dopo debuttò nel mondo del cinema statunitense scrivendo la sceneggiatura per i film Duello nel Pacifico e L'ultimo colpo in canna.
Negli anni '70 alternò cinema (Fango, sudore e polvere da sparo) e televisione (Hawaii Five-O). Nel 1980 ottenne il suo più grande successo sceneggiando e producendo la miniserie televisiva Shōgun, tratta dal romanzo omonimo di James Clavell. Per questa produzione vinse anche il premio Emmy 1981 nella categoria Outstanding Limited Series e fu nominato al Golden Globe. Dalla miniserie fu tratto anche il film Shōgun - Il signore della guerra.
Negli anni '80 produsse e scrisse altre serie e miniserie televisive (tra cui Il re di Hong Kong, sempre tratta da un romanzo di Clavell) e alcuni romanzi gialli e thriller.
Si è sposato due volte e ha avuto tre figli, il più giovane Luca Bercovici. È morto per attacco cardiaco mentre si trovava a Kaneohe (Hawaii) all'età di 80 anni.

## Filmografia parziale

### Sceneggiatore

#### Cinema
- La città prigioniera, regia di Joseph Anthony (1962)
- Fango, sudore e polvere da sparo (The Culpepper Cattle Co.), regia di Dick Richards (1972)